# Vivenzio di Reims
Vivenzio (lat. Viventius) (... – 394 circa) è stato il nono vescovo di Reims. È venerato come santo dalla Chiesa cattolica.

## Biografia
Non vi sono testimonianze circa la sua vita. Pare che sia stato vescovo fra il 390 e il 394 circa, che i suoi resti fossero stati portati a Braux da Ebbone, e che la sua festa fosse fissata il 7 settembre.